# Mireia Miró i Varela
Mireia Miró i Varela (Barcelona, 31 de juliol de 1988) ha estat una esquiadora de muntanya i corredora de muntanya catalana fins que es va retirar de la competició a causa de les lesions.
Nascuda a Barcelona el 31 de juliol de 1988, estigué vinculada a la Unió Excursionista de Catalunya de Gràcia. S'inicià en l'esquí de muntanya l'any 2005 i aleshores va ingressar al CTEMC (Centre de Tecnificació d'Esquí de Muntanya de Catalunya). Poc després començaria els estudis equivalents d'INEF al Centre d'Alt Rendiment de Catalunya a Font Romeu.
Va competir per primera vegada a la cronoescalada de Cerler de 2006. El mateix any va esdevenir membre de l'equip estatal (Equipo PNTD Esquí de Montaña) i una "atleta d'alt nivell" del Consell Superior d'Esports (Consejo Superior de Deportes) del govern espanyol (Núm. 47.641.303 - Montaña y Escalada).
L'any 2013 va guanyar la medalla de plata a la Copa del Món d'esquí de muntanya i d'or al Campionat d'Espanya. També com a corredora de muntanya ha assolit èxits, entre els quals un segon lloc a la Copa del Món i al Campionat del Món del 2009.  
El 25 d'octubre anuncià al seu blog personal que es retirava de la competició oficial després d'arrossegar diversos problemes físics en els darrers dos anys.

## Resultats seleccionats

### Esquí de muntanya
- 2007:
  - 1r lloc a la cursa individual en classe júnior del Campionat Europeu 2007
  - 1r lloc a la cursa de relleus en classe júnior del Campionat Europeu 2007 (amb Kílian Jornet i Marc Pinsach)
  - 1r lloc a la classe júnior de la Traça Catalana
- 2009:
  - 2n lloc a la Valtellina Orobie World Cup[29]
  - 2n lloc a la cursa vertical del Campionat Europeu 2009
  - 4t lloc a la cursa per equips del Campionat Europeu 2009 (amb Izaskun Zubizarreta)
  - 4t lloc a la cursa de relleus del Campionat Europeu 2009 (amb Gemma Arró i Izaskun Zubizarreta)
  - 4t lloc a la prova combinada del Campionat Europeu 2009
  - 5è lloc a la cursa individual del Campionat Europeu 2009
- 2012:
  - 2n lloc a la cursa individual del Campionat Europeu 2012[30][31]
  - 2n lloc a la cursa individual del Campionat Europeu 2012[32]

### Cursa de muntanya
- 2009:
  - 1r lloc a la Ben Nevis Race[33]
  - 2n lloc a la Copa del Món de curses de muntanya de 2009[33]

## Reconeixements
L'any 2008 fou guardonada com a Millor esportista revelació en la XII Festa de l'Esport Català.
L’any 2014 fou guardonada amb el premi Dona i Esport que atorga l’Ajuntament de Barcelona, en la modalitat de dona esportista.